# Incka
Inga-Lisa Dorothy Incka Ullén, född 23 november 1964, är en svensk sångerska. 
Incka växte upp i Örnsköldsvik men flyttade senare till Göteborg.
Incka var under 1980-talet med i Öviksbandet Andrea Doria med vännerna Camilla, Susanne, Linda och systern Lotti. Under det tidiga 1990-talet var hon en av medlemmarna i popbandet William med bland andra sin syster Lotti Ullén. Efter att William lades ned fortsatte hon som soloartist och släppte sitt första soloalbum, Nu ännu bättre, i början av 1998. 2002 släpptes hennes andra album, Mat, luft + kärlek.